# Thân vương quốc Ansbach
Thân vương quốc hay Phiên địa bá quốc (Brandenburg-) Ansbach (tiếng Đức: Fürstentum Ansbach hoặc Markgrafschaft Brandenburg-Ansbach) là một Thân vương quốc trong Đế chế La Mã Thần thánh với trung tâm là thành phố Ansbach của Franconia. Các Nhà cai trị Vương tộc Hohenzollern cầm quyền của vùng đất được gọi là Phiên địa bá tước, vì tổ tiên của họ là một Markgraf (vì vậy Thân vương quốc là một Markgraf nhưng không phải là một March). Albrecht, Công tước đầu tiên của Công quốc Phổ vốn là con trai của vị thân vương thứ 3 của Ansbach - Friedrich I, Bá tước xứ  Brandenburg-Ansbach.

## External links
- The Ansbach-Bayreuth Army in America at Exulanten.com
- German States to 1918, A–E on WorldStatesmen.org
- Marek, Miroslav. “House of Hohenzollern (1 of 2)”. Genealogy.EU.
- Marek, Miroslav. “House of Hohenzollern (2 of 2)”. Genealogy.EU.
- Ansbach and Bayreuth on Tacitus Historical Atlas